# Peinture à l'huile en pleine pâte
 (novembre 2018).
Si vous disposez d'ouvrages ou d'articles de référence ou si vous connaissez des sites web de qualité traitant du thème abordé ici, merci de compléter l'article en donnant les références utiles à sa vérifiabilité et en les liant à la section « Notes et références ».

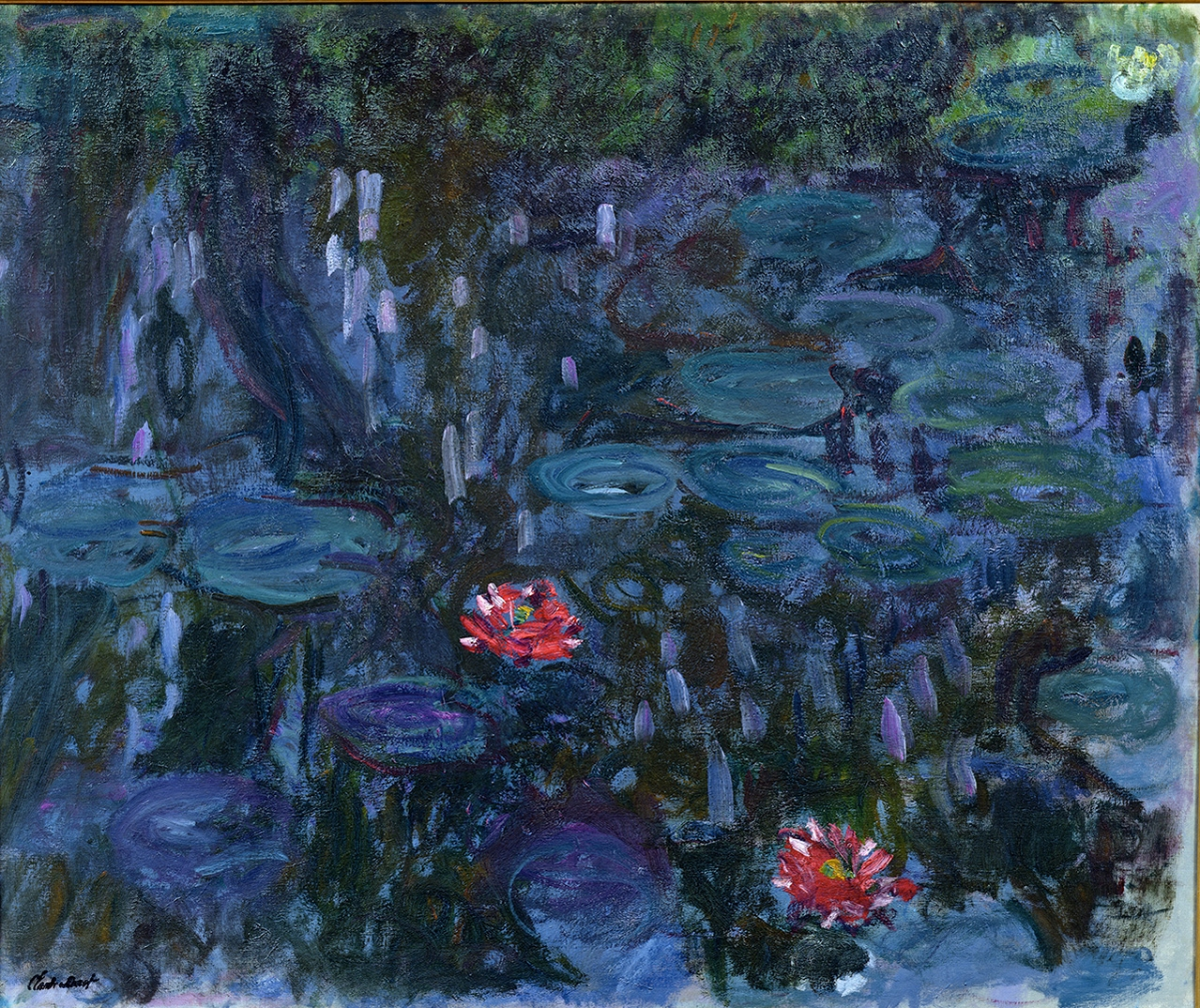
Claude Monet. Nymphéas, reflets de saule 1916. Peinture à pleine pâte

Peindre à l'huile en pleine pâte est une technique picturale qui consiste à charger sa toile d'une épaisseur de pâte qu'on modèle et étend quand elle est encore fraîche, ce qui permet des modelés plus souples et des tons plus fondus que ne pourraient faire des touches superposées. Les grands coloristes ont peint dans la pâte parce que ce moyen permet plus de richesse dans l'exécution et plus d'imprévu dans les modèles.
Vélasquez peignait en pleine pâte et c'est à ce procédé aussi que Rembrandt a dû d'être le roi du clair-obscur.